# Soudines
Soudines oder Sudines (altgriechisch Σουδινες, bl. um 240 v. Chr.) war ein babylonischer Astronom. Er wird bei Strabon als einer der drei bedeutendsten, auch von Mathematikern geschätzten Astrologen der Chaldäer namentlich erwähnt, neben Kidinnu (Kidenas) und Nabu-rimanni.
Wie sein Vorgänger Berossos wechselte er von Babylonien in die Dienste der Griechen und war ein Berater von König Attalos I. Soter von Pergamon. Vettius Valens schreibt, er habe unter anderem Ephemeriden zur Vorausberechnung der Mondbahn veröffentlicht, worauf die Chaldäer damals spezialisiert waren. Valens selbst (um 160 v. Chr.) war mit der Berechnung von Finsternissen befasst, wozu er nach eigenen Angaben für die Sonne Hipparch und für den Mond Tafeln von Soudines, Kidenas und Apollonios benutzte. Die Tafeln von Sudines standen bis zu den Neuberechnungen durch Hipparchos und Ptolemäus in Gebrauch.
Soudines dürfte viel zum Wissenstransfer der babylonischen Astronomie in den griechisch-hellenistischen Kulturkreis beigetragen haben, doch ist nur wenig über seine Arbeit und sein Leben bekannt. Auf ihn wird die Idee zurückgeführt, dass Edelsteine von Bedeutung für die Astrologie wären.
Otto Neugebauer identifiziert ihn als den Autor des babylonischen astronomischen Textes Anu-aha-usabsi.